# چنگیز خان (فیلم ۱۹۵۰)
چنگیز خان (انگلیسی: Genghis Khan) یک فیلم است که در سال ۱۹۵۰ منتشر شد.